# Richard Vogt
Richard Vogt   (Hamburg, 26 de gener de 1913 - Hamburg, 13 de juliol de 1988) va ser un boxejador alemany que va competir durant les dècades de 1930 i 1940.
El 1936 va prendre part en els Jocs Olímpics d'Estiu de Berlín, on guanyà la medalla de plata de la categoria del pes semipesant del programa de boxa. Va perdre la final contra el francès Roger Michelot.
Abans de passar al camp professional, el 1938, va guanyar tres títols alemanys, i el 1941 va vèncer a Heinz Seidler per guanyar el seu primer títol nacional com a professional. El 1942 va lluitar contra Luigi Musina pel títol europeu vacant del pes semipesant, però va perdre per punts. Com a professional va disputar 70 combats, 55 dels quals foren guanyats i set perduts.
Va morir el 1988 després d'una llarga lluita contra el càncer i el parkinson. El 2003 el Riedel-Vogt-Weg del districte de Jenfeld d'Hamburg va rebre el seu nom.